# Старина (Словаччина)
Старина або Старіна (словац. Starina) — село в Словаччині, Старолюбовняському окрузі Пряшівського краю. Розташоване в північно-східній частині Словаччини в північній частині Любовньянської височини біля кордону з Польщею.

## Історія
Вперше згадується 1352 року.

## Населення
| Рік:            | 1993 | 2003     | 2013     | 2023     |
| --------------- | ---- | -------- | -------- | -------- |
| Кількість осіб: | 107  | 73       | 41       | 51       |
| Різниця:        |      | -31,77 % | -43,83 % | +24,39 % |

| Рік:            | 2022 | 2023 |
| --------------- | ---- | ---- |
| Кількість осіб: | 51   | 51   |
| Різниця:        |      | +0 % |

В селі проживає 50 осіб.
Національний склад населення (за даними останнього перепису населення — 2001 року):
- словаки — 87,21%
- русини — 12,79%

Склад населення за приналежністю до релігії станом на 2001 рік:
- греко-католики — 84,88%,
- римо-католики — 10,47%,
- протестанти — 2,33%,
- не вважають себе віруючими або не належать до жодної вищезгаданої церкви- 2,33%

## Пам'ятки
В селі є греко-католицька церква з початку 19 ст.